# Giusto Massarotto
Giusto Massarotto (Rovigno, 1915 – Rovigno, 1959) è stato un partigiano istriano, in seguito divenne un politico della minoranza italiana in Jugoslavia e presidente dell'Unione degli Italiani dell'Istria e di Fiume.

## Biografia
Nato da umile famiglia a Rovigno in Istria negli ultimi anni della dominazione austriaca, fu operaio edile e dal 1937 segretario del Comitato cittadino della Gioventù comunista.
A partire dal 1943 fu uno dei principali organizzatori delle formazioni partigiane italiane dell'Istria, partecipando alla guerra di liberazione e ricoprendo - col grado di maggiore dell'esercito jugoslavo - importanti cariche politiche e militari.
Aderì completamente alle tesi annessionistiche che reclamavano l'unione dell'Istria e di Fiume alla nuova Jugoslavia di Tito, ricoprendo fin dalla sua fondazione degli incarichi direttivi all'interno dell'Unione degli Italiani dell'Istria e di Fiume (UIIF), l'associazione della minoranza italiana dominata dal Partito Comunista Jugoslavo.
Massarotto fu eletto presidente dell'UIIF il 30 maggio 1948, in sostituzione del primo presidente Dino Faragona, organizzando assieme agli altri dirigenti dell'epoca le repressioni contro i cominformisti, nonché l'inquadramento ideologico in senso titoista di tutte le attività della minoranza. Pochi anni dopo - nel novembre del 1951 - guidò un'altra delle epurazioni tipiche di quel periodo, defenestrando due dei suoi principali collaboratori, nonché massimi dirigenti dell'Unione - Eros Sequi ed Erio Franchi - accusati pubblicamente di essere "responsabili del lavoro dell'Unione quali segretario e vicesegretario (che) hanno perso di vista i compiti politici per dedicare tutta l'attività alla cultura". Franchi in seguito ricorderà di aver già rimesso il proprio incarico direttamente nelle mani di Massarotto ad ottobre, ma di averne ottenuto un rifiuto "perché dovevo essere pubblicamente destituito e non apparire dimissionario". Si trattò in realtà di un giro di vite deciso dai comunisti jugoslavi per individuare un caprio espiatorio per il disastroso esito delle vicende che portarono all'esodo istriano, connesso con la volontà di mantenere in perenne stato di soggezione la minoranza italiana.
Giusto Massarotto fu membro del Comitato Centrale del Partito Comunista Croato e deputato al Parlamento federale della Jugoslavia.

## Coinvolgimento negli infoibamenti
Di Giusto Massarotto è ricordato un intervento per limitare, assieme a Giuseppe (Pino) Budicin, l'eccidio arbitrario degli abitanti di Rovigno, ad opera di un gruppo di partigiani autodefinitosi Čeka, sul modello della omonima polizia segreta bolscevica creata durante la Rivoluzione d'ottobre in Russia.
Purtuttavia, assieme ad altri istriani di etnia italiana, Massarotto è stato indicato come uno di quegli "inquisitori, (...) accusatori, giudici, carnefici, aguzzini e sicari che si resero tristemente famosi in tutta l'Istria per la loro azione di eliminazione fisica degli italiani. Tra di essi non possono essere dimenticati: (...) Giusto Massarotto, destinato a divenire un esponente di primo piano dell'Unione degli Italiani dell'Istria e di Fiume (...)".